# キスカム

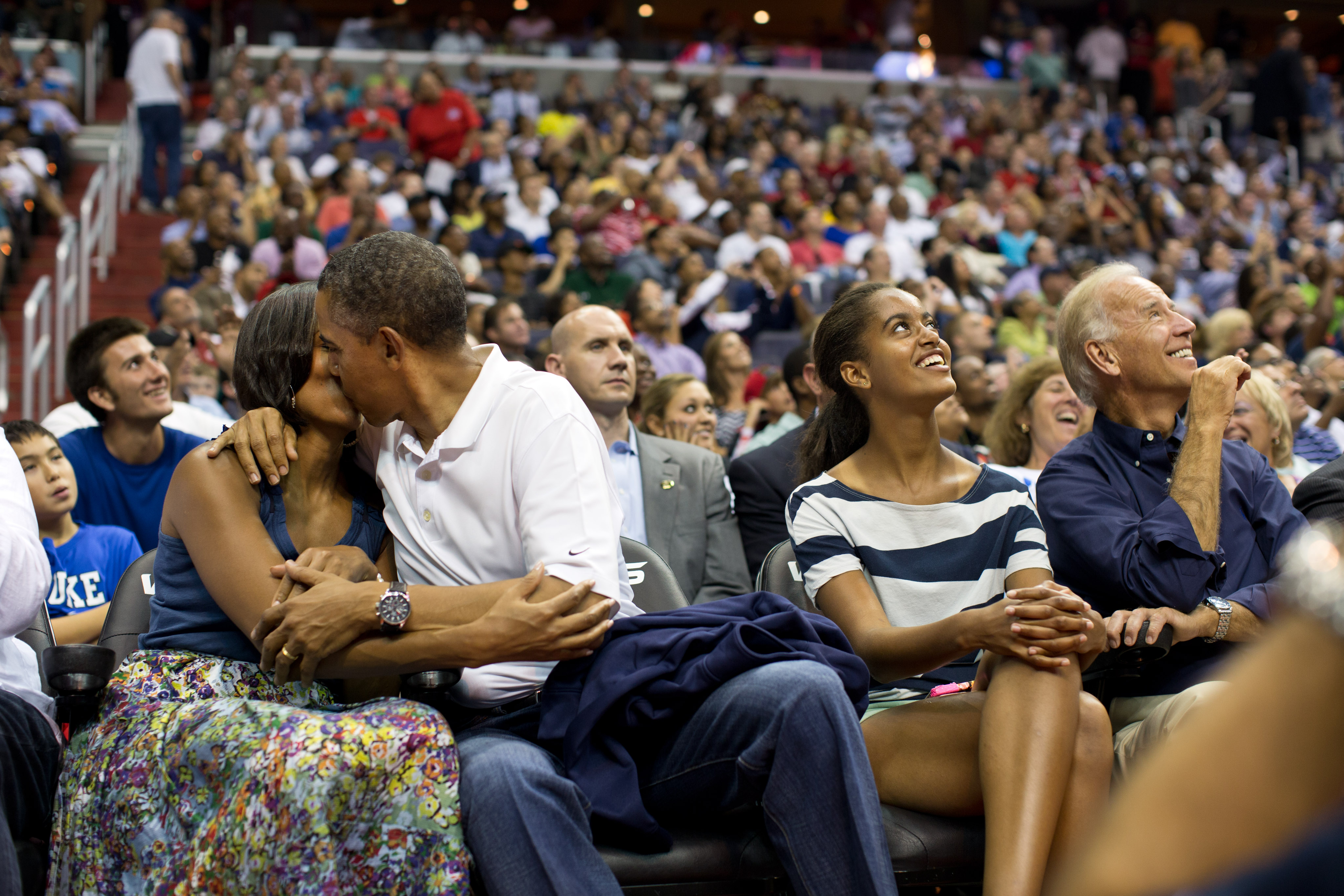
バスケットボールの試合中、キスカムに映されてキスするアメリカのオバマ大統領とミシェル夫人、およびその様子を大型スクリーンで眺める娘のマリア・オバマとバイデン副大統領

キスカム (英語:kiss cam) とは、アメリカやカナダにおいて、アリーナ、スタジアム、コートといったスポーツイベント会場で行われる社会的遊戯。本来のイベント・試合におけるタイムアウト、CM休憩、中断時間に行われる、陽気な娯楽として行われる傾向が強い。キスカム用のカメラが観客の中からカップルを選び、会場のジャンボトロンなど大型スクリーンにその姿を映し出す。それから映されたカップルは、他の観客によってはやしたてられながら、お互いキスするよう誘われる。カップルがキスをすれば喝采や口笛を浴びるのが一般的だが、キスすることを拒否すればブーイングを浴びる。

## 概要
キスカムが行われる際には、会場内にキスに関連した曲を流したり、アナウンサーがその旨を告知したりすることによって、観客の歓心を買うこともある。するとその場にいる観客は、'キスカム'と書かれているスクリーンに注目する。通常は、何組かのカップルが連続して選ばれ、スクリーンに放映される。それぞれのカップルがスクリーンに登場すると、観客からキスすることが期待される。また、スポーツイベントのスタッフがカップルとして現れ、キスを拒否したりあるいは結婚のプロポーズをして、会場の観客を楽しませたり驚かせることもある。
また、来場している要人がキスカムの対象となることもある。例えば、2012年7月にワシントンD.C.のベライゾン・センターで開催されたバスケットボールのアメリカとブラジルの親善試合を、オバマ米大統領夫妻と娘、バイデン副大統領が観戦、キスカムに映されたオバマ大統領はミシェル夫人とキスした。

## 起源
キスカムは、1980年代初めのカリフォルニア州において、プロ野球の試合の合間を埋める方法として、当時最新の大型スクリーンがもつ可能性が活用されたのが起源である。

## 留意点
カメラによって焦点をあてられた男女は、必ずしもロマンチック・ラブの状態にあるとは限らない。二人は実際には、兄弟姉妹、友人、あるいは全く知らない他人同士かもしれない。この結果、プラトニックであったり、キスが不恰好となることもある。時にはキスの拒否に対して、観客が面白いひねりを加えることもできる。
スポーツイベントがテレビ中継されていれば、キスカムがテレビ画面に映し出されることも、しばしばある。焦点を当てられたカップルには、必ずしもイベントに一緒にいることを広く知られることを望んでいない者もいるかもしれない。
一部のカップルは、キスすることを望んでいないにもかかわらず、観客の反応に脅迫感を覚え、キスするよう強制されると感じる。他の例としては、自分たちがスクリーンに映りだされていることに気付かないカップルが、結果としてキスしないことによって笑いのタネにされたり、そのことできまりが悪くなることもある。
ゲイやレズビアンのカップルは、キスカムの対象から外されるか、対象になったとしても、その様子を目撃した観客からの拒絶感というホモフォビアを表現する対象となりうる。キスという行為がそのような公衆の視線にさらされることは、公衆の面前で愛情表現を行うことに苦痛に感じるカップルの一方ないしは双方にとってはひどく当惑させられる。
ゲイ・カップルによる初めてのポジティブなリアクションは、2011年8月にAT&Tパークでカメラに収められた。男性カップルは、躊躇することなくキスカムで抱き合った。2015年5月2日のドジャー・スタジアムでは、キスカムでキスしたゲイ・カップルが喝采を浴びた。
キスカムは、本来は観客ないしはスタッフをハプニング的に映しそのリアクションを楽しむものであるが、関係者による偶然を装った「やらせ」が行われることがある。2013年5月のマイナーリーグの試合で行われたキスカムでは、男女のユーモラスなやり取りが観客はもとより、インターネット上でも評判を呼んだが、後日球団がやらせであったことを明らかにした。

## 大衆文化におけるキスカム
『ザ・トゥナイト・ショー・ウィズ・コナン・オブライエン』では、コナン・オブライエンが、猟師とクマといったありえないカップルに焦点を当てたキスカムのコメディを演じた。
カナダ人グループのArkellsは、 "Kiss Cam" という題名の曲を2011年7月に発売した。
プロレスラーのザ・グレート・カリ (現ダリップ・シン) は、女性の観客とキスするカリズ・キスカムというコーナーを、プロレス番組『スマックダウン』で担当していた。ザ・グレート・カリの前には、リック・ルードが試合に勝利すると観客の中から女性を選んでキスするコーナーがあった。
アメリカのコメディ・ドラマ『モダン・ファミリー』のシーズン1の最終話 (第24話) 「思い出の家族写真」にて、フィル・ダンフィーはキスカムにとらえられ、しぶしぶながら義理の継母であるグロリア・プリチェットとキスした。